# Inspector Mascarell
Inspector Mascarell és una sèrie de novel·les detectivesques escrita per Jordi Sierra i Fabra que consta de dotze relats, la primera edició de la sèrie es va publicar l’any 2008 i continua ampliant-se la sèrie amb l’últim llibre “Uns quants dies de gener”.
El protagonista d’aquesta sèrie és en Miquel Mascarell, un policia retirat de la segona república espanyola. Els noms dels llibres de la sèrie provenen dels mesos de l’any i nombres de l’u al deu com ho seria “Nou dies d’abril”.

## Història
La sèrie de novel·les va començar-se a finals del segle XX amb l’autor interessant-se per escriure una novel·la d’aquest estil.
La primera novel·la de fet havia de ser l’última de la sèrie de novel·les, és a dir, només era una novel·la i no una sèrie. Però com que al públic li va agradar molt el personatge, li va demanar a Jordi Sierra i Fabra que donés continuïtat a la seva història, per això l’autor va continuar escrivint sobre l’Inspector Mascarell.
Aleshores l’autor va pensar en fer-ne dues més i tenir una trilogia, pero a l’acabar el tercer llibre de la sèrie, "Cinc dies d’octubre", la gent va tornar a demanar més llibres sobre en Mascarell per això encara n’hi ha més de llibres.
Per ara la història de l’Inspector Mascarell no té final i ara s'està escrivint i editant la tretzena novel·la de la sèrie amb el títol que l’autor ha avançat “Alguns dies de febrer”.

## Personatges
El contingut del següent apartat de l'article conté informació sobre tots els llibres de la sèrie, és possible que hi hagi informació que l'usuari desitja saber mitjançant la lectura dels llibres i no aquest article.

### Miquel Mascarell
Miquel mascarell és el protagonista de la sèrie, a la novel·la que dona inici a la sèrie és un expolicia de 51 anys casat i amb un fill. La seva dona és la Quimeta i el seu fill es diu Roger, té un germà que a la guerra civil fuig cap a Amèrica.
A la vuitena novel·la té una filla amb la Patro, que es diu Raquel.

### Quimeta
La Quimeta està casada amb el Miquel i és la mare del seu fill. Ella desenvolupa càncer quan comença la guerra civil i mor.

### Patro Quintana
És una noia jove que a la primera novel·la treballa de prostituta per a tal d’alimentar a les seves germanes. En Miquel, que la coneix a la primera novel·la, no l’ha oblidat quan torna a Barcelona del Valle de los Caídos i es queda a viure amb ella més endavant.

### Comissari Amador
El Comissari que persegueix en Mascarell des de la segona novel·la fins a la cinquena.

### Lenin
És un lladre d’abans de la guerra civil que es troba amb el Miquel a "sis dies de desembre". A l’actualitat de la sèrie té una família i és pare d’un fill i una filla.

### David Fortuny
Un detectiu privat que va ser policia amb el Miquel abans de la guerra civil, no obstant Fortuny quan arriba la guerra es posa de part de Franco i és un vencedor esguerrat de la guerra.

## Novel·les
El contingut del següent apartat de l'article conté informació sobre tots els llibres de la sèrie, és possible que contingui informació que l'usuari desitja saber mitjançant la lectura dels llibres i no aquest article.

### Quatre dies de gener
"Quatre dies de gener" és el primer llibre de la sèrie Inspector mascarell, l’argument principal del llibre passa l’any 1939 durant els quatre dies abans que les tropes franquistes entrin a Barcelona.
Utilitzant dades de diaris, testimonis, la imaginació i escrits de l’època la novel·la explica com es van viure aquells dies.
A més d’això l’autor hi afegeix en Miquel Mascarell un policia fidel a la república espanyola que enmig del caos de la guerra civil espanyola es troba amb l’últim cas de la seva carrera de policia.

### Set dies de juliol
"Set dies de juliol" és la continuació de quatre dies de gener, tot i això no és una seqüela directa del primer volum sinó que succeeix vuit anys després de l'anterior. En aquest llibre en Miquel torna a Barcelona del Valle de los Caídos l'any 1947, indultat de la pena de mort a la qual havia estat sentenciat. Jordi Sierra i Fabra explica com és Barcelona en aquella època i com la veu algú que no l'ha vist canviar però la veu canviada.
Ell rep una carta que li demana que investigui la mort d'una jove prostituta i en Miquel investiga com i perquè ha mort. Un cas en què l'autor posa en joc la vida del Miquel i alhora explica com es vivia en aquells temps, sempre documentat amb les dades històriques que explica.

### Cinc dies d’octubre
"Cinc dies d'octubre" es constitueix del relat principal on Mascarell es veu forçat a investigar sobre temes del passat, la tomba d'un jove mort a l'inici de la guerra. Ell no sap per què ha de buscar-la i no té cap testimoni, tots estan morts.
També part del llibre es constitueix de les seves preocupacions personals, es pregunta per com ha de viure i si ha de viure en una Barcelona que ell no reconeix.

### Dos dies de maig
"Dos dies de maig" és un altre més dels llibres que Jordi Sierra i Fabra va afegint a la sèrie Inspector mascarell. Un cas on el protagonista creu que ha de defensar allò amb què no està d'acord pel bé de la pau. Francisco Franco visita Barcelona en dos dies i un grup de republicans vol atemptar contra la seva vida i si és possible, matar-lo.
En Miquel, però, s'assabenta d'això fruit que un excompany policia ha estat assassinat tot i que sembla un accident.
"Dos dies de maig" és un dels títols de la sèrie que es consideren més un thriller que una novel·la detectivesca. Des de l'inici el lector pot saber que Franco no mor aquell dia per raons històriques.

### Sis dies de desembre
"Sis dies de desembre" és quan el Miquel es retroba amb un pispa d'abans de la guerra al que sempre posava entre reixes. Resulta que aquest ha robat una cartera a un turista anglès que més tard és assassinat, en Lenin (el pispa) preocupat recorre al Miquel perquè l'ajudi. Per això en Miquel deixarà que en Lenin i la seva família visquin a casa seva mentre no se solucioni el problema, també decideix investigar sobre la cartera que li permet descobrir una trama sobre els Monument Men.
Tota la novel·la el comissari Amador està decidit a tornar-lo a detenir, durant sis dies en Miquel fa front a una trama de la Segona Guerra Mundial i al comissari.

### Nou dies d’abril
A Nou dies d'abril és un thriller en què el Miquel és detingut a casa seva i se l'emporten a comissaria per interrogar-lo donat que el seu nom apareix a l'agenda del fill d'un periodista que era amic seu. El jove és acusat de l'assassinat d'un diplomàtic espanyol que tornava expulsat de l'ambaixada espanyola a Washington.
El Miquel investigarà per a tal d'ajudar al noi, així descobreix el que fa l'alta policia espanyola per a tal d'aconseguir reconeixement internacional. Resulta que de l'ambaixada espanyola en sortia informació que la Unió de Repúbliques Socialistes Soviètiques era capaç d'obtenir.

### Tres dies d’agost
En Miquel i la Patro van a la platja de Barcelona a passar el dia, tot va bé fins que ella desapareix i ell rep una carta que diu: “La Patro morirà en tres dies si no descobreixes què va passar amb aquest home que va morir fa dotze anys abans que passin 3 dies”.
L'inspector que va dur el cas fa dotze anys és mort i no hi ha gaire gent amb qui parlar del cas. A més en Miquel descobreix que la Patro està embarassada.

### Vuit dies de març
La Patro està a punt de donar llum, i mentre que a tot Espanya hi ha una vaga de tramvies un vell agent del cos de nom Pere Humet torna a Barcelona després d'exiliar-se a Argelers. Aquest va acabar a Mauthausen amb altres companys seus i diu que per culpa d'un delator ells havien mort. Per això en Pere ha tornat, per a matar aquest delator. Així i tot el mort és en Pere, cosa que fa pensar al Miquel que ha estat el delator.

### Deu dies de juny
Deu dies de juny, la novena novel·la de la sèrie, té com a antagonista la sospita sobre el Miquel. Se sospita que ell ha matat a Laureano Andrada un pederasta que va quedar lliure per la guerra civil i després d'aquesta segueix tractant amb nens. Com que la policia sospita d'ell en Miquel es veu forçat a fugir per tal de no quedar engarjolat, es trobarà amb en David Fortuny un detectiu que havia estat policia i que a la guerra es va posar de part de Franco. Hauran de treballar junts tot i no agradar-se per demostrar que en Miquel és innocent.

### Un dia de setembre i alguns d’octubre
En David Fortuny està investigant tres casos a la vegada i li demana ajuda a en Miquel per a resoldre’ls, cosa que en Miquel es nega a fer. Uns dies més tard en Fortuny és víctima d’un atemptat contra la seva vida i queda en coma.
En Miquel ajudarà al David investigant qui l’ha atacat i a més resoldrà els casos que aquest tenia entre mans. Els dies següents el Miquel reflexiona sobre què és la justícia mentre resol els casos. La vida d’en Fortuny no està assegurada.

### Alguns dies de novembre
Alguns dies de novembre és on en Mascarell accepta treballar amb en David només en alguns casos.
Una dona casada amb un home important del món de l'espectacle els contracta per a investigar amenaces de mort al seu marit, no obstant l'endemà ella és morta i com que no hi ha clienta en Fortuny vol deixar-ho estar. El Miquel, però, no ho vol deixar estar perquè a més que la clienta va pagar generosament segons ell, aquest no vol deixar el cas sense tancar.

### Uns quants dies de gener
En Mascarell ha de seguir un home, un cas que tant a ell com a en Fortuny els sembla senzill. Només ha de verificar la identitat de l’home, però l’home que segueix comet un assassinat i fuig. El Miquel ha de callar per a no implicar-se però més endavant intenta resoldre el misteri junt amb en Fortuny.
Al llarg del llibre apareix un personatge conegut per ser el més perillós d'Europa, Otto Skorzeny.